# 1695
1695 (MDCXCV) var ett normalår som började en lördag i den gregorianska kalendern och ett normalår som började en tisdag i den julianska kalendern.

## Händelser

### Augusti
- 13–15 augusti – Franska trupper bombarderar Bryssel.[1]

### December
- 9 december – En ny svensk psalmbok stadfästs. Hovpredikant Jesper Swedberg har utarbetat ett förslag med stark betoning på nationalkänsla och kungatrogenhet. Hans förslag får utstå kritik för att vissa psalmer med pietistiska tendenser (som utesluts ur den slutliga upplagan) inte är tillräckligt renläriga.

### Okänt datum
- Lotsdirektören Petter Gedda utger Sveriges första sjökarteatlas.
- Svår missväxt drabbar Sverige, framförallt Finland; en fjärdedel av Finlands befolkning svälter ihjäl under de kommande två åren.
- Åke Claesson Rålamb ger ut det första svenska verket med encyklopedisk karaktär, Adelig Öfning, med systematiskt samlande av kunskap.
- Konstnären David Klöcker Ehrenstrahl utför de stora allegoriska målningarna i den så kallade Ehrenstrahlska salongen på Drottningholms slott.
- Tapetskolan vid Karlberg stängs.

## Födda
- 16 mars – Vilhelm Gustaf Wrangel, svensk militär och politiker.
- 8 april – Johann Christian Günther, tysk författare.
- 24 juni – Martin Mijtens den yngre, svensk konstnär.
- 23 juni - Louise-Anne de Bourbon, fransk prinsessa.
- 5 september – Carl Gustaf Tessin, svensk greve, ambassadör, politiker och riksråd samt kanslipresident 1746–1752.
- 23 oktober – François de Cuvilliés, fransk-tysk rokokoarkitekt.
- 29 december – Jean-Baptiste Pater, fransk målare.

## Avlidna
- 25 mars – Ludwika Karolina Radziwiłł, polsk magnat.
- 30 maj – Pierre Mignard, 82, fransk målare.
- 8 juli – Christiaan Huygens, 66, nederländsk matematiker, fysiker och astronom.
- 9 oktober – Giovanni Antonio de Rossi, 79, italiensk arkitekt.
- 21 november – Henry Purcell, 36, engelsk kompositör.
- 17 april - Juana Inés de la Cruz, mexikansk författare, poet och dramatiker.

### Fotnoter
1. ↑  Destination kunskap (läst 3 april 2011)